# Fatoumata Koné (femme politique)
Pour les articles homonymes, voir Fatoumata Koné.
Fatoumata Koné est une femme politique française née le 20 juin 1981 à Paris.

## Enfance et jeunesse
Son père est d'origine malienne et travaillait comme éboueur de la ville de Paris. Sa mère est d'origine ivoirienne et travaillait comme femme de ménage. Ses parents sont tous deux musulmans pratiquants. Ils ont neuf enfants. La famille a habité dans un logement social de la porte des Lilas, à cheval entre les 19e et 20e arrondissements de Paris. Ses parents tenteront de transmettre leur foi musulmane à leur fille mais celle-ci s'y révèle peu réceptive.
Ayant un père très exigeant sur l'école, Fatoumata Koné étudie le marketing à Paris 3 Sorbonne Nouvelle et travaille en même temps à mi-temps dans une boutique de vêtements. Elle passe ensuite un an aux États-Unis, en banlieue de Seattle, comme jeune fille au pair dans une famille aisée. À son retour en France en 2005, elle emprunte de l'argent à sa sœur et s'inscrit un an en école de commerce à l'INSEEC. Son premier emploi après ses études est cheffe de produit à Canal+. S'ensuit une période de chômage à la suite de laquelle elle s'engage avec l'association Magev, dont la mission est d'organiser des spectacles de prestidigitation pour des enfants hospitalisés et pour laquelle elle recherche des mécènes. Elle s'engage ensuite pour l'association Afrique Agri Solaire, qui crée des jardins maraîchers cultivés par des collectifs de femmes dans la région de Kayes, au Mali.
En 2014, Fatoumata Koné travaille à Numericable (devenu SFR) et s'interroge sur une reconversion. Des militants d'EELV lui proposent alors de rejoindre leur liste pour les élections municipales de 2014. Elle occupe toujours son poste chez SFR mais est en congé parental.

## Carrière politique
Elle est élue au Conseil de Paris le 30 mars 2014 et réélue le 28 juin 2020.
Depuis 2020, elle est présidente du groupe Europe Écologie Les Verts au Conseil de Paris,.
Le début de la mandature 2020-2026 est marqué par de nombreux différends entre le groupe Paris en commun et le groupe EELV, notamment à propos de l'affaire Christophe Girard, dans laquelle Fatoumata Koné fait pression sur la Maire de Paris pour que Christophe Girard démissionne, ou encore de la création d'une place en l'honneur de Claude Goasguen, personnage politique partisan de l'Algérie française et de la Manif pour tous. À la suite d'une passe d'armes entre Alice Coffin et Francis Szpiner, Fatoumata Koné exige des excuses publiques de ce dernier après lui avoir rétorqué : « Vous traitez les élus écologistes de merdes, c'est ça ».
Elle se fait par ailleurs remarquer un mois après l'assassinat de Samuel Paty. Dans un premier temps, à l'occasion du conseil municipal du 17 novembre 2020, au cours duquel est discutée la possibilité de donner le nom de Samuel Paty à une rue, Fatoumata Koné annonce que le groupe EELV votera en faveur de cette proposition mais rappelle également qu'un règlement de 1938 prévoit qu'il faut attendre 5 ans après la mort d'une personne pour donner son nom à une rue, ce qui ne plaît pas à Anne Hidalgo. Dans un second temps, alors qu'un bug informatique empêche des élus de voter en faveur de l'initiative, une rumeur infondée fait état d'une abstention de la part des élus EELV. Invitée sur BFM TV, Anne Hidalgo ne dément pas la rumeur ; Fatoumata Koné est alors amenée à s'entretenir avec Anne Hidalgo à ce sujet et chargée de démentir la rumeur sur les chaînes d'information,,.
Nouvelle passe d'armes avec Anne Hidalgo à l'occasion du vote du budget de décembre 2023 : « Nous allons adopter un plan climat ambitieux » déclare Fatoumata Koné. « Or, le nerf de la guerre, c’est le budget. Et ce plan n’est pas encore financé ». Elle gagnera les arbitrages financiers, notamment en obtenant le financement de la rénovation énergétique des écoles parisiennes.
En février 2024, elle est victime d'un tweet raciste par Serge Federbusch, ancien candidat Rassemblement national à la Mairie de Paris qui, alors qu'elle prend la défense des mineurs non accompagnés l'invite à la « remigration ». « Je suis née en 1981, j’ai grandi à Paris et je subis du racisme depuis que je fais de la politique, depuis 2014 », réagit Fatoumata Koné, d’origine malienne et ivoirienne. « Je suis née en France, ce n’est pas un sujet pour moi mais un sujet pour beaucoup de gens », ajoute l’élue verte, déplorant un « racisme exacerbé par l’actualité politique ». Elle annonce porter plainte.
Depuis le 29 septembre 2020, elle est également présidente de l'Agence parisienne du climat. Elle affirme alors poursuivre deux objectifs principaux : la justice sociale en incluant les quartiers populaires dans les politiques environnementales, et la sensibilisation des citoyens et citoyennes aux enjeux de la transition énergétique. Elle soutient le projet de réaménagement des terrains de l'ancien hôpital Saint-Vincent-de-Paul, soulignant la progression de la surface des espaces verts. En novembre 2021, elle cosigne un appel lancé autour du débat sur le SCOT de la Métropole du Grand Paris pour sanctuariser ses terres agricoles et forestières, alors que 87 % de sa surface est déjà urbanisée.
Lors de la primaire écologiste en vue des élections municipales de 2026 à Paris, elle obtient 15 % des votes au premier tour. David Belliard l'emporte au second tour.